# Poole
Poole is een stad in de Engelse regio South West England, district Bournemouth, Christchurch and Poole. De stad telt 151.270 inwoners (2017) en de oppervlakte bedraagt 65 km².
Poole is deel van de conurbatie met Bournemouth en ligt aan de op een na grootste natuurlijke haven van de wereld: Poole Harbour. Vanuit Poole vertrekken veerboten naar Frankrijk: Brittany Ferries naar Cherbourg en Condor Ferries naar Saint Malo en de Kanaaleilanden. In Poole is ook het Royal National Lifeboat Institution gehuisvest.
Poole ligt in het midden van een populaire kust. In het oosten ligt de badplaats Bournemouth en in het zuiden ligt het plaatsje Studland dat bekend is om zijn zandstranden. Even verderop begint de Jurassic Coast. Aan de doorgang van zee naar Poole Harbour ligt op het schiereiland Sandbanks een extreem dure, gelijknamige woonwijk. Dit is de op drie na duurste plek van de wereld, na Londen, Tokio en Hongkong.

## Demografie
Van de bevolking is 20,3% ouder dan 65 jaar. De werkloosheid bedraagt 2,2% van de beroepsbevolking (cijfers volkstelling 2001).
Het aantal inwoners steeg van ongeveer 134.000 in 1991 naar 154.718 in 2011. In 2014 was het aantal lichtjes gedaald tot 147.645.

## Poole Harbour
Poole Harbour is de op een na grootste natuurlijke haven van de wereld, de grootste is Sydney. In de Poole Harbour liggen vier eilanden: Brownsea Island, Furzey Island, Green Island en Long Island. Op sommige eilanden wordt naar olie geboord. Op Poole Harbour wordt veel gezeild.

## Bezienswaardigheden
- Compton Acres: een tuin van enkele hectaren, vanaf 1920 aangelegd rond vijf thema's.

## Geboren in Poole
- David Croft (1922-2011), televisieproducent, televisieregisseur, scenarioschrijver, acteur en componist
- John le Carré (1931-2020), schrijver van thrillers en spionageromans
- Greg Lake (1947-2016), rockmusicus (basgitaar en gitaar) (King Crimson; Emerson, Lake and Palmer)
- Edgar Wright (1974), filmregisseur, scenarist en producent
- Ben White (1997), voetballer

## Galerij

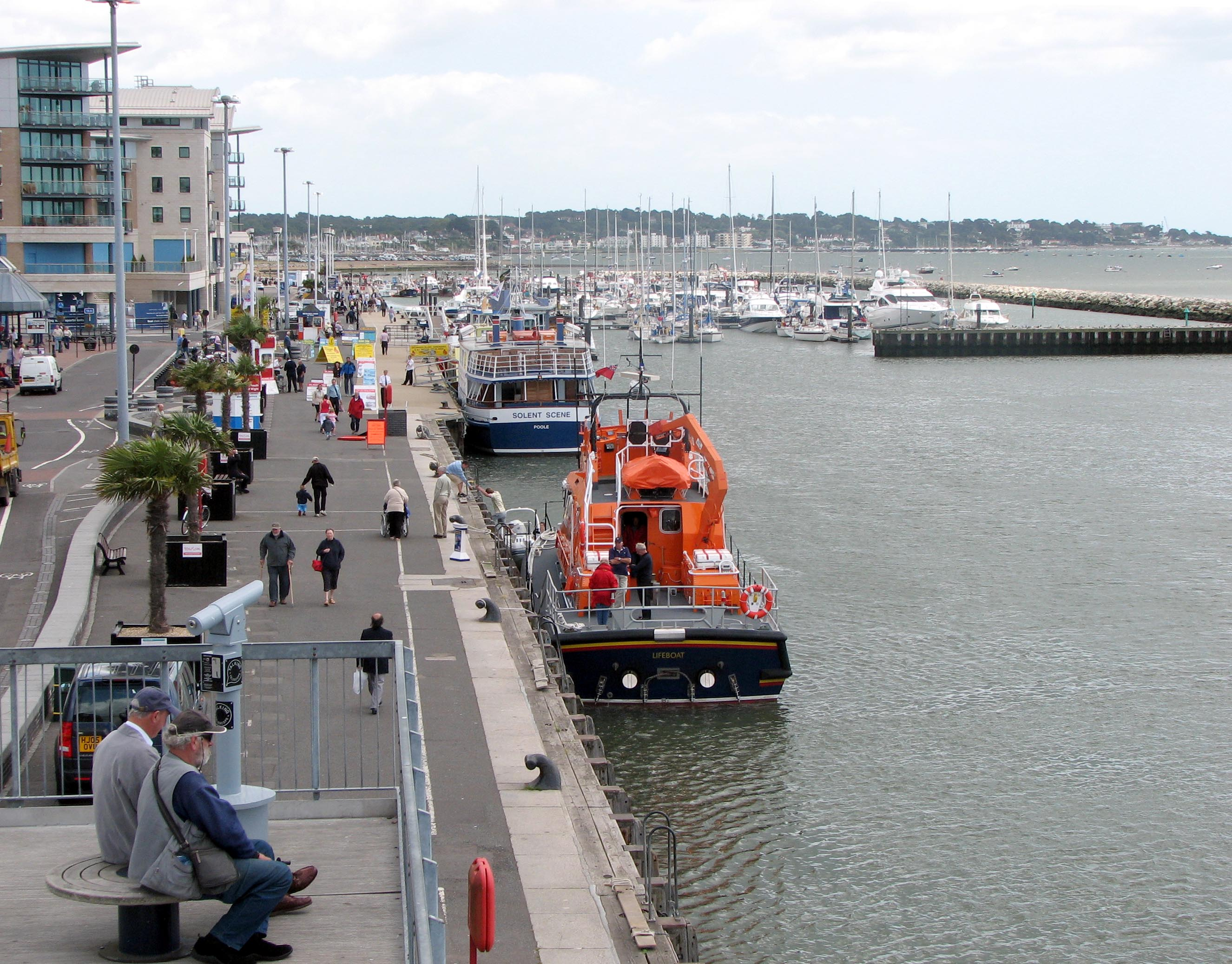
Poole Quay
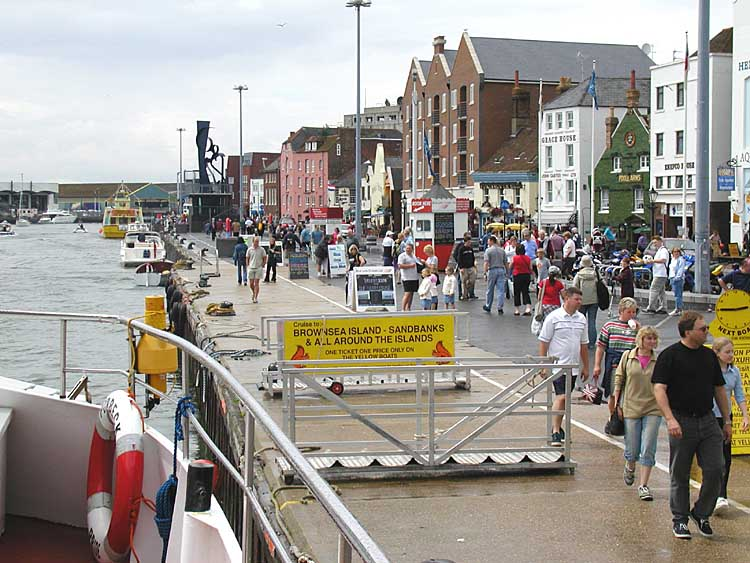
Poole Quay
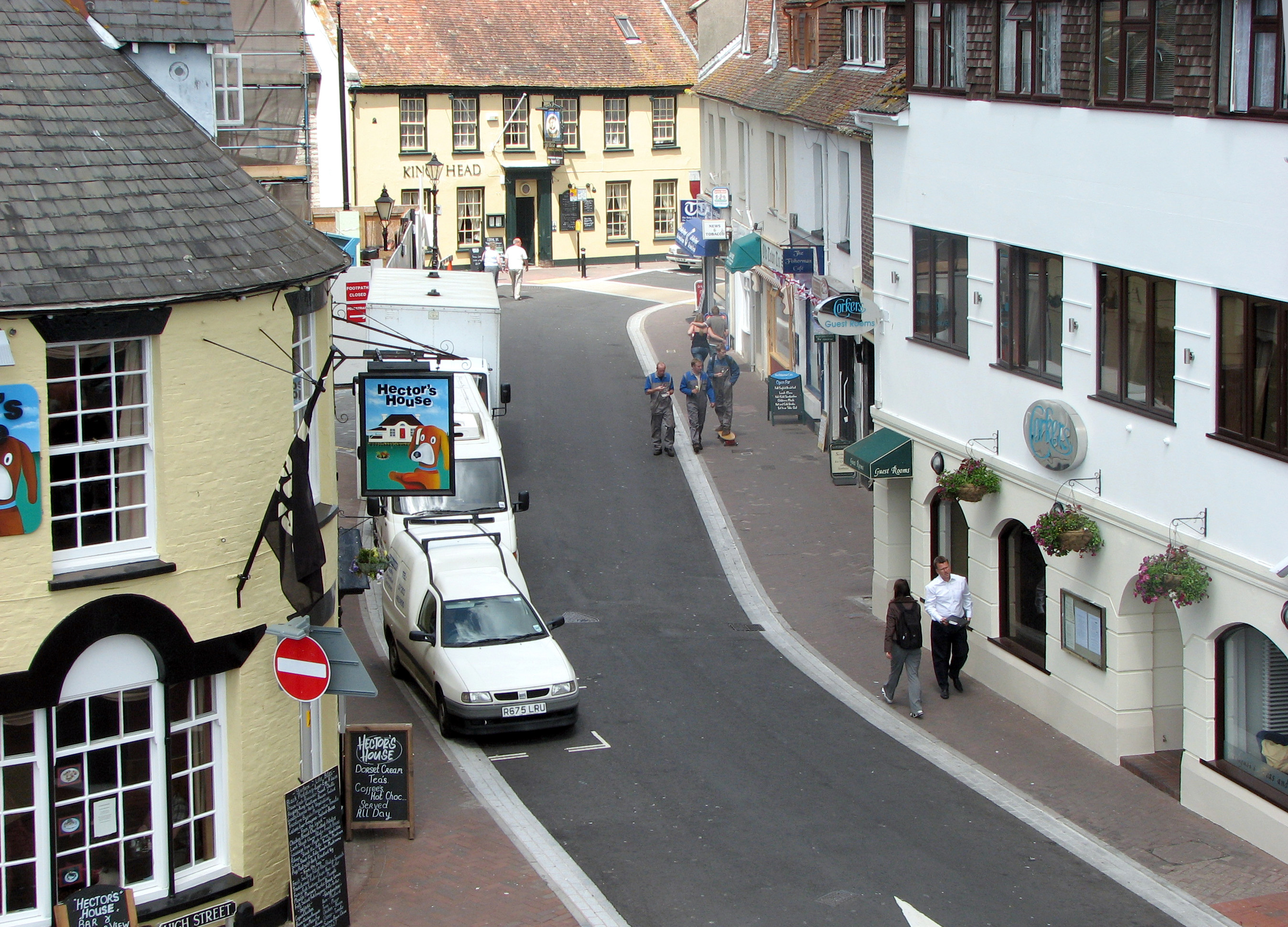
The Old High Street
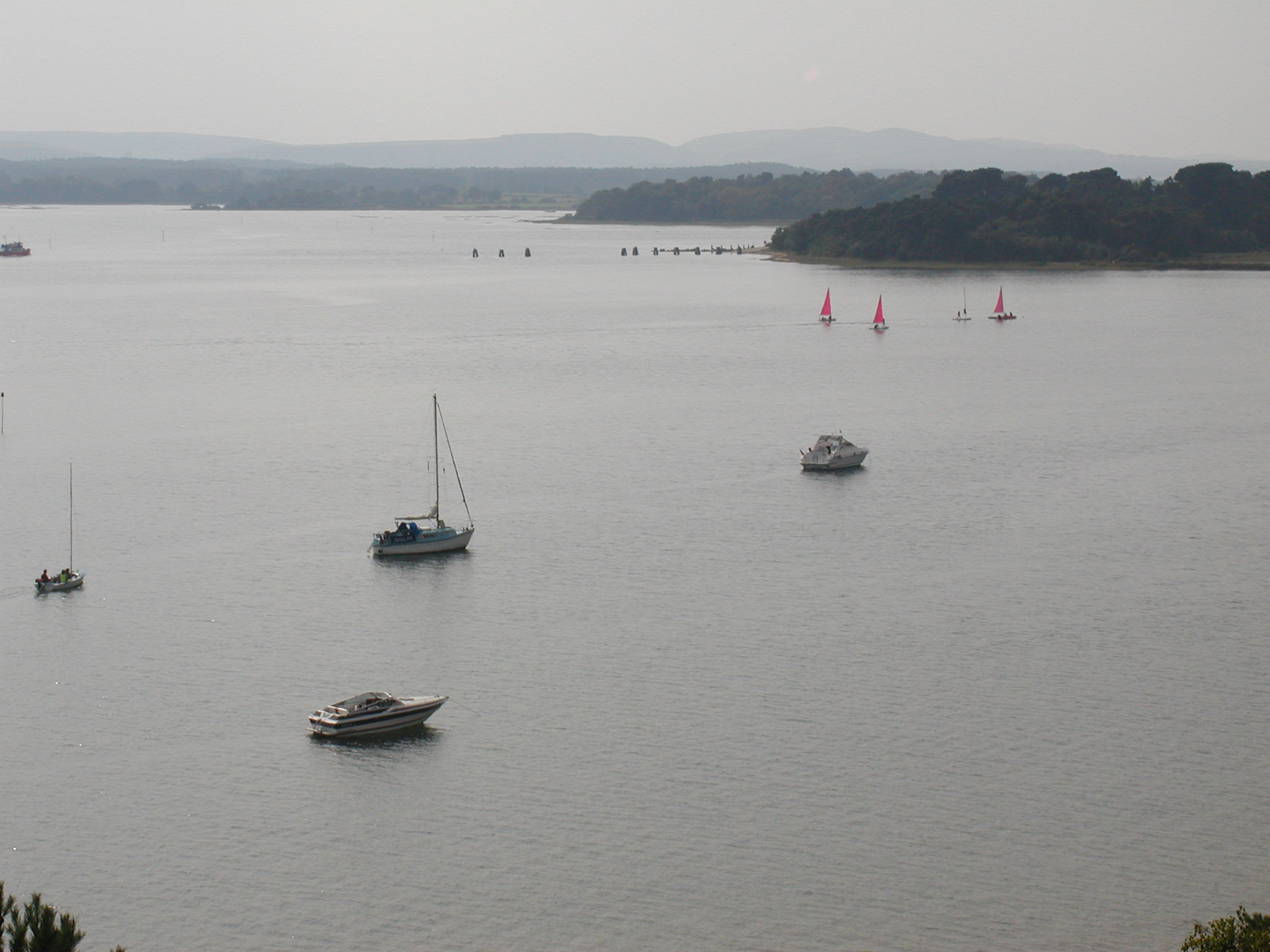
Poole Harbour
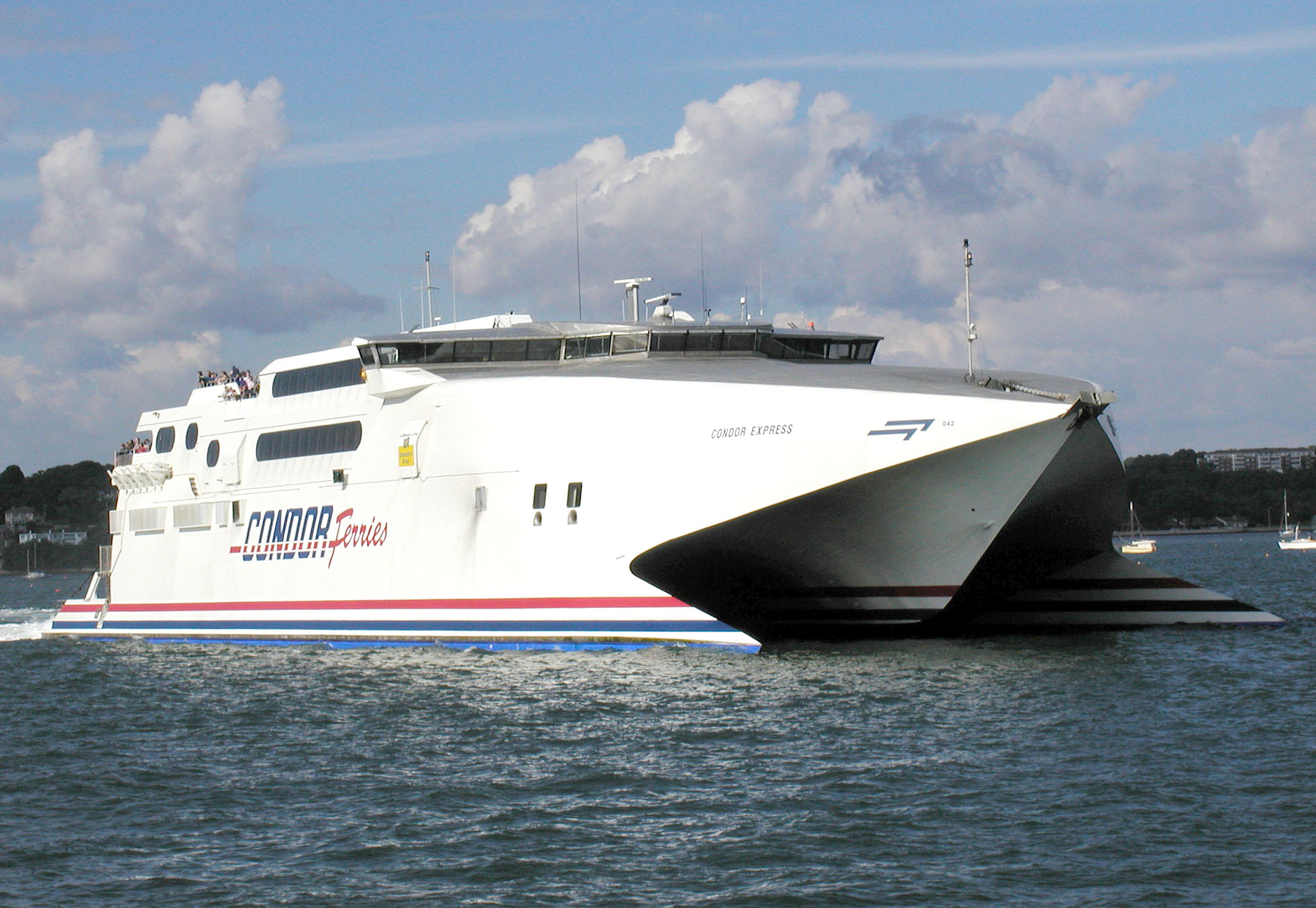
condor ferries
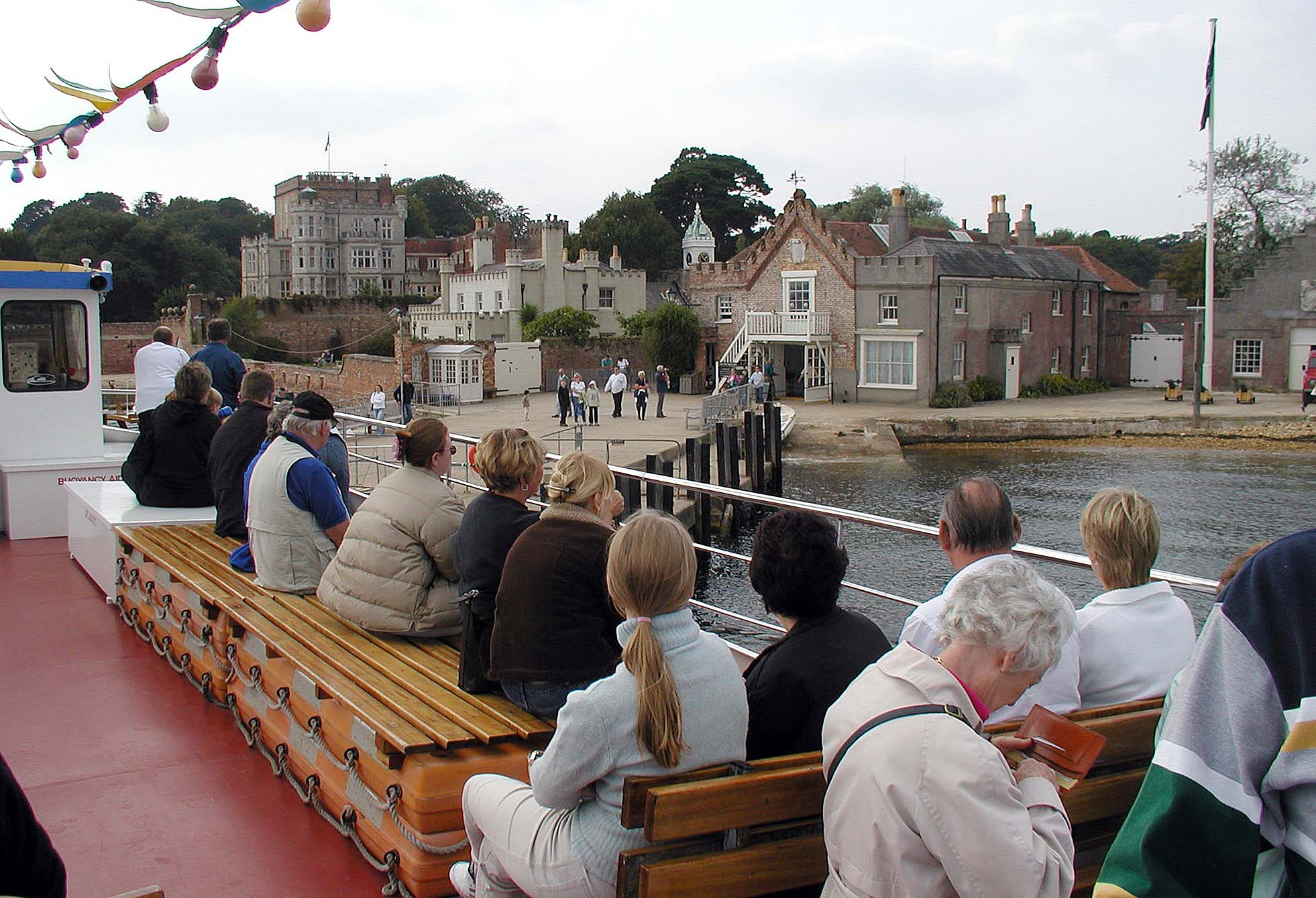
Brownsea Castle

Bath and North East Somerset* · Bedfordshire · Berkshire · Blackburn & Darwen* · Blackpool* · Bournemouth* · Brighton & Hove* · Bristol* · Buckinghamshire · Cambridgeshire · Cheshire · Cornwall · Cumbria · Darlington* · Derby* · Derbyshire · Devon · Dorset · Durham · East Riding of Yorkshire* · East Sussex · Essex · Gloucestershire · Greater London · Greater Manchester · Halton* · Hampshire · Hartlepool* · Herefordshire* · Hertfordshire · Hull* · Isle of Wight* · Kent · Lancashire · Leicester* · Leicestershire · Lincolnshire · Luton* · Medway* · Merseyside · Middlesbrough* · Milton Keynes* · Norfolk · Northamptonshire · Northumberland · North East Lincolnshire* · North Lincolnshire * · North Somerset* · North Yorkshire · Nottingham* · Nottinghamshire · Oxfordshire · Peterborough* · Plymouth* · Poole* · Portsmouth* · Redcar & Cleveland* · Rutland* · Shropshire · Somerset · Southend-on-Sea* · Southampton* · South Gloucestershire* · South Yorkshire · Staffordshire · Stockton-on-Tees* · Stoke-on-Trent* · Suffolk · Surrey · Swindon* · Telford & Wrekin* · Thurrock* · Torbay* · Tyne & Wear · Warrington* · Warwickshire · West Midlands · West Sussex · West Yorkshire · Wiltshire · Worcestershire · York* 
Overig: Ceremoniële graafschappen · Traditionele graafschappen